# Герб Городні
Герб Горо́дні — офіційний геральдичний символ міста Городні Чернігівської області, затверджений 4 червня 1782 року.

## Опис
У червоному полі чорний якір і три восьмипроменеві срібні зірки, покладені одна згори, а інші дві з боків від якоря. Зображення якоря знаходилось на печатці колишньої сотенної канцелярії ще до перейменування містечка в місто. Достеменно походження його не з'ясовано.
Зокрема, якір, значно схожий на городнянський, можна знайти на польському шляхетському гербі Радзиц. Відомо, що в Польщу цей родовий герб потрапив разом зі своїм володарем із Німеччини, де він був подарований родоначальнику сім'ї ще в XIV столітті за доблесть у морській битві.
Існують припущення, що герб походить від шляхетського герба Котвиця або Радзиц.
Можливе й інше пояснення символіки: якір (в оточенні зірок — символу небесного благословення) виступає в гербі Городні як християнська алегорія надії («якір спасіння»).

## Проєкт Кене
Розроблений 11 квітня 1865 року. У червоному щиті золотий якір, супроводжуваний трьома срібними зірками з вісьмома променями. У вільній частині герб Чернігівської губернії. Щит увінчаний срібною міською короною з трьома вежами та обрамований двома золотими колосками, оповитими Олександрівською стрічкою.

## Радянський герб
Затверджений у 1976 р. Щит перетятий лазуровим і червоним. У щиті поставлені в стовп три золоті гармати, супроводжувані праворуч циркулярною пилкою і молотом, ліворуч — поставленим у стовп колоссям, на яке покладена лазурова квітка льону. У главі золотого картуша — чорна назва міста українською мовою і золотою зіркою над ним, у його базі — серп і молот. Гармати зображені на гербі в 1709 р. були подаровані місту Петром I за участь жителів міста в Північній війні.
Автор — М. Трухан.

## Імовірні попередники герба

Герб Котвиця
Герб Радзиц
Герб Радзиц ІІ